# Lijst van ontwerpen van Jacobus Johannes Pieter Oud
Dit is een lijst van ontwerpen van Jacobus Johannes Pieter Oud (1890-1963). De ontwerpen in deze lijst zijn gerangschikt naar het jaar (jaren), waarin ze ontworpen zijn. De eventuele uitvoeringsdatum (-data) staat (staan), indien bekend, vermeld onder Bijzonderheden,
| Datum      | Beschrijving                                                                                      | Locatie                                                                                | Bijzonderheden                                                              | Afbeelding |
| ---------- | ------------------------------------------------------------------------------------------------- | -------------------------------------------------------------------------------------- | --------------------------------------------------------------------------- | ---------- |
| 1906-1907  | Woonhuis Oud-Hartog                                                                               | Purmerend, Venediën 7                                                                  | Uitgevoerd                                                                  |            |
| 1910       | Woonhuis Beets                                                                                    | Purmerend, Herengracht 23                                                              | Uitgevoerd                                                                  |            |
| 1910-1911  | Woonhuis Brand                                                                                    | Zuidoostbeemster, Zuiderweg 159                                                        | Uitgevoerd; bevatte oorspronkelijk een schoorsteenstuk van Jacob Jongert    |            |
| 1911       | Verenigingsgebouw Werkmansvereniging “Vooruit”                                                    | Purmerend, Wilhelminalaan 10                                                           | Uitgevoerd; bevat fresco’s van Jacob Jongert                                |            |
| 1911       | Buffet voor Jacob Jongert                                                                         |                                                                                        | Uitgevoerd; huidige verblijfplaats Purmerends Museum, Purmerend             |            |
| 1912       | Woonhuis Beerens                                                                                  | Purmerend, Julianastraat 54                                                            | Uitgevoerd                                                                  |            |
| 1912       | Bioscoop Schinkel                                                                                 | Purmerend, Dubbele Buurt                                                               | Uitgevoerd                                                                  |            |
| 1913       | Prijsvraagontwerp voor een dorpsschool, motto ‘H’                                                 | Niet van toepassing                                                                    | Uitgeschreven door de Vereeniging van Nederlandsche Baksteenfabrikanten     |            |
| 1913-1914  | Woonhuis F. Meerhoek                                                                              | Purmerend, Achterdijk                                                                  | Uitgevoerd                                                                  |            |
| 1914       | Prijsvraagontwerp voor een Museum voor Indische Kunst, motto ‘O’                                  | Niet van toepassing                                                                    | Uitgeschreven door Architectura et Amicitia                                 |            |
| 1915       | Prijsvraagontwerp voor een verzorgingshuis, motto ‘K’                                             | Hilversum                                                                              | Uitgeschreven door de stichting ‘Het Verzorgingshuis’                       |            |
| 1915       | Boekenkast (voor Annie Dinaux)                                                                    |                                                                                        | Uitgevoerd; huidige verblijfplaats Museum Boijmans Van Beuningen, Rotterdam |            |
| 1915-1916  | Landhuis Essen-Vinckers                                                                           | Blaricum, Houtweg 37                                                                   | Uitgevoerd                                                                  |            |
|            | Woonhuis W. de Geus                                                                               | Broek in Waterland, De Erven 3                                                         | Uitgevoerd; bevatte oorspronkelijk glas-in-loodramen van Theo van Doesburg  |            |
| 1916-1917  | Gebouw Leidsch Dagblad (i.s.m. Willem Dudok)                                                      | Leiden, Witte Singel 1                                                                 | Uitgevoerd; bevat beeldhouwwerk van W.C. Brouwer                            |            |
| 1917       | Verbouwing Villa Allegonda (o.l.v. Menso Kamerlingh Onnes)                                        | Katwijk aan Zee, N. Boulevard 1                                                        | Uitgevoerd                                                                  |            |
| 1917       | Vakantiehuis De Vonk                                                                              | Noordwijkerhout                                                                        | Uitgevoerd in 1918                                                          |            |
| 1917       | Ontwerp voor een huizencomplex                                                                    | Scheveningen, Stransboulevard                                                          | Onuitgevoerd                                                                |            |
| 1918       | Woningbouw Spangen, Blok V                                                                        | Rotterdam, Spaanse bocht/Bilderdijkstraat/Van Lennepstraat/Potgieterstraat             | Uitgevoerd 1918-1920                                                        |            |
| 1919 (ca.) | Ontwerp voor woonhuizen                                                                           | Onbekend                                                                               | Onuitgevoerd                                                                |            |
| 1919 (ca.) | Ontwerp voor een fabriek met ingebouwde kantoren                                                  | Purmerend                                                                              | Onuitgevoerd                                                                |            |
| 1919-1920  | Woningbouw Spangen, Blok VIII                                                                     | Rotterdam, Pieter Langendijkstraat                                                     | Uitgevoerd                                                                  |            |
| 1919-1920  | Woningbouw Spangen, Blok IX                                                                       | Rotterdam, Van Harenstraat, Spaansche Bocht, Jan Luykenstraat, Pieter Langendijkstraat | Uitgevoerd                                                                  |            |
| 1920 (ca.) | Ontwerp voor een pakhuis met stokerij                                                             | Onbekend                                                                               | Onuitgevoerd                                                                |            |
| 1921       | Woningbouw                                                                                        | Rotterdam, Tussendijken                                                                | Uitgevoerd; grotendeels vernietigd in 1943                                  |            |
| 1922       | Huis Kallenbach                                                                                   | Berlijn                                                                                | Onuitgevoerd                                                                |            |
| 1922-1924  | Woningbouw Het Witte Dorp                                                                         | Rotterdam, Oud-Mathenesse                                                              | Uitgevoerd 1923-1924                                                        |            |
| 1923       | Directiekeet                                                                                      | Rotterdam, Oud-Mathenesse                                                              | Uitgevoerd; gesloopt 1940-1945; gereconstrueerd 1993                        |            |
| 1924       | Woonhuizen                                                                                        | Hoek van Holland                                                                       | Uitgevoerd                                                                  |            |
| 1924       | Omslag tijdschrift Het overzicht, nr. 21                                                          |                                                                                        |                                                                             |            |
| 1925       | Woningbouw Kiefhoek                                                                               | Rotterdam                                                                              | Uitgevoerd                                                                  |            |
| 1925       | Café De Unie                                                                                      | Rotterdam, Mauritsweg                                                                  | Uitgevoerd; vernietigd 1940; gereconstrueerd 1985                           |            |
| 1925       | Boekomslag Rotterdam. Outlines of Extensions and Housing. 1924                                    |                                                                                        |                                                                             |            |
| 1925       | Omslag tijdschrift De Neubau, 7e jaargang, nr. 9 (1925)                                           |                                                                                        |                                                                             |            |
| 1926       | Prijsvraagontwerp voor een beursgebouw, motto‘X’                                                  | Rotterdam, Coolsingel                                                                  |                                                                             |            |
| 1927       | Huis 5, 6, 7, 8, 9                                                                                | Stuttgart, Weissenhofsiedlung, Pankoweg 5-9                                            | Uitgevoerd; modelwoningen voor de tentoonstelling van de Deutscher Werkbund |            |
| 1928 (ca.) | Meubels in villa Allegonda                                                                        | Katwijk aan Zee                                                                        |                                                                             |            |
| 1929       | Kerk voor de hersteld apostolische gemeente (nu Leger des Heils)                                  | Rotterdam, Hillevliet 139                                                              | Uitgevoerd                                                                  |            |
| 1931       | Woningbouw                                                                                        | Rotterdam, Blijdorp                                                                    | Onuitgevoerd                                                                |            |
| 1935-1936  | Briefpapier, enveloppe en omslag voor De Opbouw. Democratisch tijdschrift voor Nederland en Indië |                                                                                        |                                                                             |            |
| 1938       | Zwembad aan boord van D.S.S. Nieuw Amsterdam                                                      |                                                                                        | Uitgevoerd                                                                  |            |
| 1938-1942  | Hoofdkantoor van de Bataafsche Import Maatschappij                                                | Den Haag, Wassenaarseweg 80                                                            | Uitgevoerd                                                                  |            |
| 1942-1955  | Spaarbank van Rotterdam                                                                           | Rotterdam, Botersloot 25                                                               | Uitgevoerd                                                                  |            |
| 1947-1948  | Prijsvraagontwerp voor het Hoofdkantoor Nederlandse Hoogovens en Staalfabrieken                   | Velsen                                                                                 | Uitgeschreven door de KNHS                                                  |            |
| 1947-1950  | Kantoorgebouw EsVeHa                                                                              | Rotterdam, Delftsestraat 25                                                            | Uitgevoerd                                                                  |            |
| 1948       | Monument op het Militair ereveld Grebbeberg                                                       | Rhenen                                                                                 | Uitgevoerd                                                                  |            |
| 1949       | Nationaal Monument                                                                                | Amsterdam, Dam                                                                         | Uitgevoerd                                                                  |            |
| 1949-1956  | Tweede Vrijzinnig-Christelijk Lyceum                                                              | Den Haag, Goudsbloemlaan                                                               | Uitgevoerd                                                                  |            |
| 1950       | Breistoel                                                                                         |                                                                                        |                                                                             |            |
| 1951       | Prijsvraagontwerp Poldertoren                                                                     | Emmeloord                                                                              | Uitgeschreven door de Directie van de Wieringermeer                         |            |
| 1951       | Nationale Levensverzekeringsbank                                                                  | Arnhem, Velperplein                                                                    | Onuitgevoerd                                                                |            |
| 1951       | Dienstgebouw Nederlanda Hervormde Kerk                                                            | Den Haag, Oostduin                                                                     | Onuitgevoerd                                                                |            |
| 1951-1952  | Kantoor fabriek De Adelaar                                                                        | Apeldoorn                                                                              | Uitgevoerd                                                                  |            |
| 1951-1953  | Woningbouw                                                                                        | Arnhem, Presikhaaf                                                                     | Uitgevoerd                                                                  |            |
| 1952       | Provinciehuis Zuid-Holland                                                                        | Den Haag                                                                               | Onuitgevoerd                                                                |            |
| 1952-1960  | Bio-Herstellingsoord                                                                              | Arnhem, Wekeromseweg 6                                                                 | Uitgevoerd                                                                  |            |
| 1954-1961  | Kantoorgebouw De Utrecht                                                                          | Rotterdam, Coolsingel 75-77                                                            | Uitgevoerd                                                                  |            |
| 1956-1969  | Nederlands Congresgebouw (i.s.m. Hans Oud)                                                        | Den Haag, Churchillplein 10                                                            | Uitgevoerd                                                                  |            |
| 1957       | Gemeentebibliotheek                                                                               | Rotterdam, Kiefhoek                                                                    | Onuitgevoerd                                                                |            |
| 1958       | Opzichterswoning Hoge Veluwe                                                                      | Otterlo                                                                                | Onuitgevoerd                                                                |            |
| 1959       | Uitbreiding kantoor Shell (i.s.m. Hans Oud)                                                       | Den Haag, Wassenaarseweg 80                                                            | Onuitgevoerd                                                                |            |
| 1961       | Uitbreiding stadhuis                                                                              | Groningen                                                                              | Onuitgevoerd                                                                |            |
| 1961       | Toren van Oud (i.s.m. Hans Oud)                                                                   | Den Haag                                                                               | Uitgevoerd                                                                  |            |
| 1962-1973  | Stadhuis (i.s.m. Hans Oud)                                                                        | Almelo                                                                                 | Uitgevoerd                                                                  |            |
| onbekend   | "Tuinderswoning"                                                                                  | Zuidoostbeemster, Zuiderweg 89                                                         | Uitgevoerd                                                                  |            |